# Perp walk

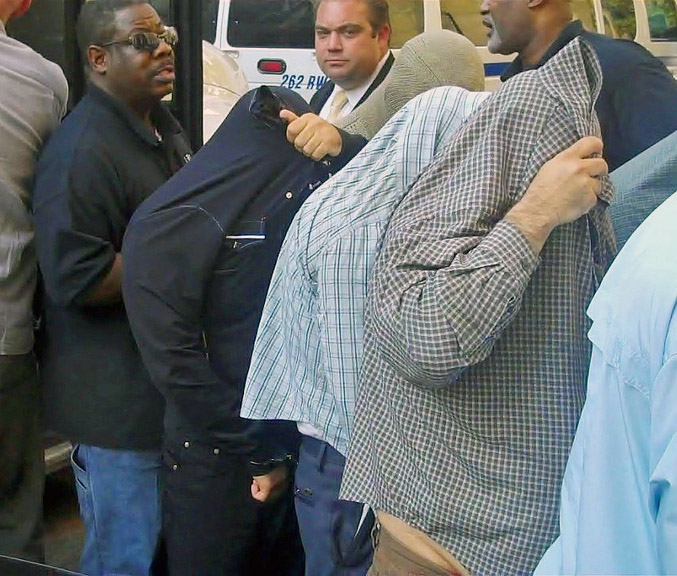
Vorführung von Verdächtigten

Ein perp walk ist eine Praxis der US-amerikanischen Strafverfolgungsbehörden, insbesondere in New York City, und bezeichnet die öffentliche Zurschaustellung Verdächtiger. Der Begriff leitet sich aus der Wendung walking the perp her, wobei perp als Abkürzung für perpetrator (englisch für „Straftäter“) steht.

## Zweck
Beim perp walk wird der Verdächtige der Öffentlichkeit in Handschellen oder Gefängniskleidung vorgeführt. Der perp walk dient damit der Selbstdarstellung der Polizei, die öffentlich einen Ermittlungserfolg präsentieren kann. Die zuvor von der Presseabteilung der Polizei informierten Medienvertreter haben Gelegenheit, Fotos oder Filmaufnahmen zu machen.

## Geschichte

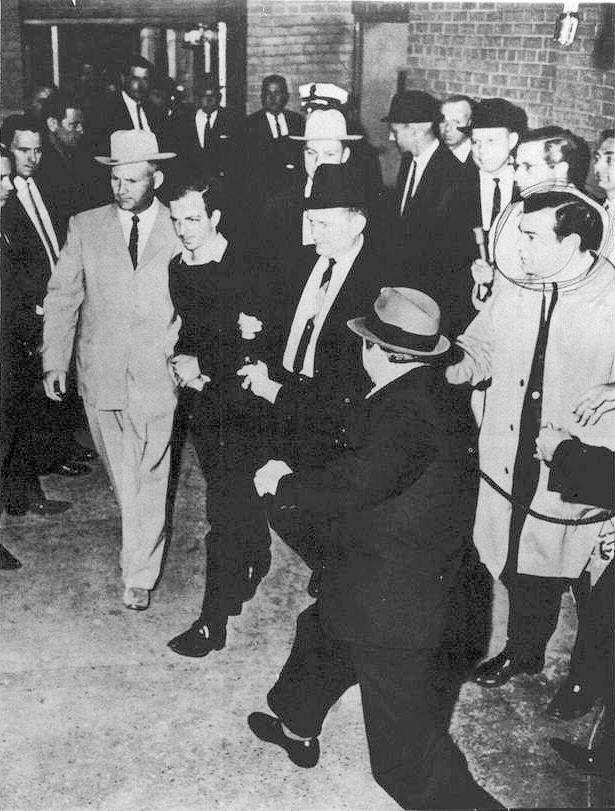
Ermordung Lee Harvey Oswalds beim perp walk in Dallas

Ursprünglich war der perp walk nur für schwere Straftaten vorgesehen und soll auf J. Edgar Hoover zurückgehen. Zu Beginn seiner Karriere in Zeiten der Roten Angst hielt er es für politisch opportun, feindliche Ausländer öffentlich in Handschellen zu präsentieren. In den 1980er Jahren wurde der perp walk in New York durch Rudy Giuliani zur Abschreckung auch auf andere Delikte ausgeweitet und zu einem öffentlichen Medien-Ereignis.
Perp walks werden im 21. Jahrhundert zunehmend durch im Internet veröffentlichte Polizeifotos (Mugshots) ersetzt.

## Beispiele
Während eines perp walk wurde Lee Harvey Oswald, der mutmaßliche Mörder John F. Kennedys, am 24. November 1963 von Jack Ruby erschossen.
1987 machte die öffentliche Vorverurteilung des Börsenmaklers Richard Wigton wegen vermeintlichen Insiderhandels negative Schlagzeilen, während andere Prominente den perp walk für die eigene Publicity zu nutzen verstehen.
Internationales Aufsehen erregte die in Frankreich als demütigend kritisierte Vorführung des IWF-Chefs Dominique Strauss-Kahn im Mai 2011.

## Kritik
Derartige Vorführungen widersprechen nach Ansicht von Kritikern dem Recht auf ein faires Verfahren und der auch in den USA geltenden Unschuldsvermutung.
1995 wurde die Vereinbarkeit des perp walk mit dem 4. Amendment in einer New Yorker Gerichtsentscheidung zwar bejaht, aber auf Fälle eines hinreichenden polizeilichen Strafverfolgungsinteresses beschränkt. Über diese und ähnliche Einzelfallentscheidungen  hinaus hat sich die rechtswissenschaftliche Kritik im Hinblick auf das Verfassungsrecht der Vereinigten Staaten bislang nicht im US-amerikanischen Prozessrecht niedergeschlagen.